# Лебедев, Александр Андреевич
Александр Андреевич Лебедев (каз. Ринат Дәуренұлы Серікқұл; род. 15 июля 2005, Петропавловск) — казахстанский футболист, защитник клуба «Кызыл-Жар».

## Карьера
Футбольную карьеру начинал в 2022 году в составе клуба «Кызыл-Жар М» во второй лиге. 15 мая 2022 года в матче против клуба «Тобол М» (2:2) дебютировал во второй лиге Казахстана. 7 августа 2022 года в матче против клуба «Каспий» дебютировал в кубке Казахстана (1:3). 10 октября 2022 года в матче против клуба «Шахтёр М» (2:8) забил дебютный мяч во второй лиге Казахстана. 9 марта 2025 года в матче против клуба «Астана» дебютировал в казахстанской Премьер-лиге (0:2).

## Статистика
| Клуб             | Сезон            | Лига | Лига | Кубки | Кубки | Еврокубки | Еврокубки | Итого | Итого |
| Клуб             | Сезон            | Игры | Голы | Игры  | Голы  | Игры      | Голы      | Игры  | Голы  |
| ---------------- | ---------------- | ---- | ---- | ----- | ----- | --------- | --------- | ----- | ----- |
| Кызыл-Жар        | 2022             | —    | —    | 1     | 0     | —         | —         | 1     | 0     |
| Кызыл-Жар        | 2025             | 1    | 0    | —     | —     | —         | —         | 1     | 0     |
| Кызыл-Жар        | Итого            | 1    | 0    | 1     | 0     | —         | —         | 2     | 0     |
| → Кызыл-Жар М    | 2022             | 18   | 1    | —     | —     | —         | —         | 18    | 1     |
| → Кызыл-Жар М    | 2023             | 17   | 0    | —     | —     | —         | —         | 17    | 0     |
| → Кызыл-Жар М    | 2024             | 20   | 0    | —     | —     | —         | —         | 20    | 0     |
| → Кызыл-Жар М    | Итого            | 55   | 1    | —     | —     | —         | —         | 55    | 1     |
| Всего за карьеру | Всего за карьеру | 56   | 1    | 1     | 0     | —         | —         | 57    | 1     |